# Pentaphylacaceae
Pentaphylacaceae Engl., 1897 è una famiglia di piante dell'ordine Ericales.

## Tassonomia
La famiglia comprende i seguenti generi:
- Adinandra Jack
- Anneslea Wall.
- Archboldiodendron Kobuski
- Balthasaria Verdc.
- Cleyera Thunb.
- Eurya Thunb.
- Euryodendron Hung T.Chang
- Freziera Sw. ex Willd.
- Pentaphylax Gardner & Champ.
- Symplococarpon Airy Shaw
- Ternstroemia Mutis ex L.f.
- Visnea L.f.